# Милан Јелић (редитељ)
Милан Јелић (Рековац, 21. септембар 1944 — 28. фебруар 2023) био је српски драмски писац, сценариста, глумац и редитељ.
Дипломирао је на Академији за позориште, филм, радио и телевизију у Београду, на одсеку драматургије. Добитник је више југословенских и међународних награда.
Пажњу је скренуо већ дебитантским филмом „Бубашинтер“ (1971), који је успешно комбиновао комедију и драму кроз необичну причу Љубише Козомаре и Гордана Михића.
После низа кратких и телевизијских филмова и серија, за велики екран режирао је драму „Тигар“ (1978). Уследиле су комедије „Рад на одређено време“ (1980), „Мој тата на одређено време“ (1982) и „Развод на одређено време“ (1986), које су у том периоду биле најгледанији наслови у домаћим биоскопима, а затим често репризиране на телевизијама.
У његовом редитељском опусу су и „Недељни ручак“, „Матуранти“, „Шпијун на штиклама“, „Чудна ноћ“. Последњи филм – „Гњурац“ режирао је 1993. године.
Јелић је и аутор сценарија за драму и трилер „Још овај пут“ (1983), у режији Драгана Кресоје. За већину својих филмова био је и косценариста, а са Предрагом Перишићем написао је сценарио за хит комедију и романсу „Љубавни живот Будимира Трајковића“ (1977), у режији Дејана Караклајића.
Јелић је остварио и глумачку каријеру играјући епизодне улоге у двадесетак филмова и серија.
Осим у српској кинематографији Јелић је оставио траг и у театру. Његова прва драма – „Сећање на Албинонија“ изведена је у Академском позоришту у Београду. Првонаграђена драма на конкурсу листа Младост – „Јелисаветини љубавни јади“ постављена је на репертоар Атељеа 212 и одиграна више од стотину пута.
Они који су га познавали описивали су га као скромног по природи, човека који је био део јавне сцене, а годинама се склањао од јавности.
Јелић је добио бројна југословенска признања. Од међународних је издвајао награду за режију филма „Рад на одређено време“ на филмском фестивалу у Авелину, када је жиријем председавао чувени Ђузепе де Сантис.
Удружење филмских уметника Србије доделило му је 2021. године Награду за животно дело.,

## Улоге

### Филмови
- 1995 - Тераса на крову
- 1982 - Венеријанска раја
- 1971 - Бубашинтер
- 1971 - Мистерије организма
- 1969 - Вране
- 1969 - Заседа
- 1968 - Сирота Марија
- 1968 - Делије
- 1967 - Буђење пацова
- 1967 - Кад будем мртав и бео
- 1967 - Деца војводе Шмита
- 1966 - Повратак
- 1966 - Рој
- 1966 - Три

### ТВ серије
- 1976 - Грлом у јагоде
- 1973 - Наше приредбе
- 1973 - Јунак мог детињства
- 1975 - Ђавоље мердевине
- 1974 - Димитрије Туцовић
- 1970 - Љубав на сеоски начин
- 1968 - Наше приредбе

## Сценарио
- 1976 - Бориско и Наталија
- 1986 - Развод на одређено време
- 1984 - Пази шта радиш (Матуранти)
- 1983 - Још овај пут
- 1982 - Мој тата на одређено време
- 1980 - Рад на одређено време
- 1977 - Љубавни живот Будимира Трајковића

## Режија
- 1992 - Велика фрка
- 1991 - Гњурац
- 1990 - Чудна ноћ
- 1988 - Шпијун на штиклама
- 1986 - Развод на одређено време
- 1984 - Пази шта радиш (Матуранти)
- 1982 - Недељни ручак
- 1982 - Мој тата на одређено време
- 1980 - Рад на одређено време
- 1978 - Тигар
- 1971 - Бубашинтер

## Награде
Милан Јелић је заједно са Предрагом Перишићем 1977. године добио награду за најбољи сценарио за филм Љубавни живот Будимира Трајковића на Фестивалу филмског сценарија у Врњачкој Бањи.